# Eunice Yoon
Eunice Yoon é a Chefe do Departamento da China e Correspondente Sénior com base na CNBC, em Pequim. Ela é a apresentadora do programa Dentro da China (Inside China), e contribui para a NBC News e MSNBC. Anteriormente, Yoon foi uma repórter da CNN em Hong Kong e Pequim.